# Indigofera spiniflora
Indigofera spiniflora är en ärtväxtart som beskrevs av Pierre Edmond Boissier. Indigofera spiniflora ingår i släktet indigosläktet, och familjen ärtväxter. Inga underarter finns listade i Catalogue of Life.